# Heinrich XXVI. Reuß zu Ebersdorf
Heinrich XXVI. Reuß (jüngere Linie) (* 24. Januar 1725 in Ebersdorf; † 28. April 1796 ebenda) war ein deutscher Diplomat und Historiker.

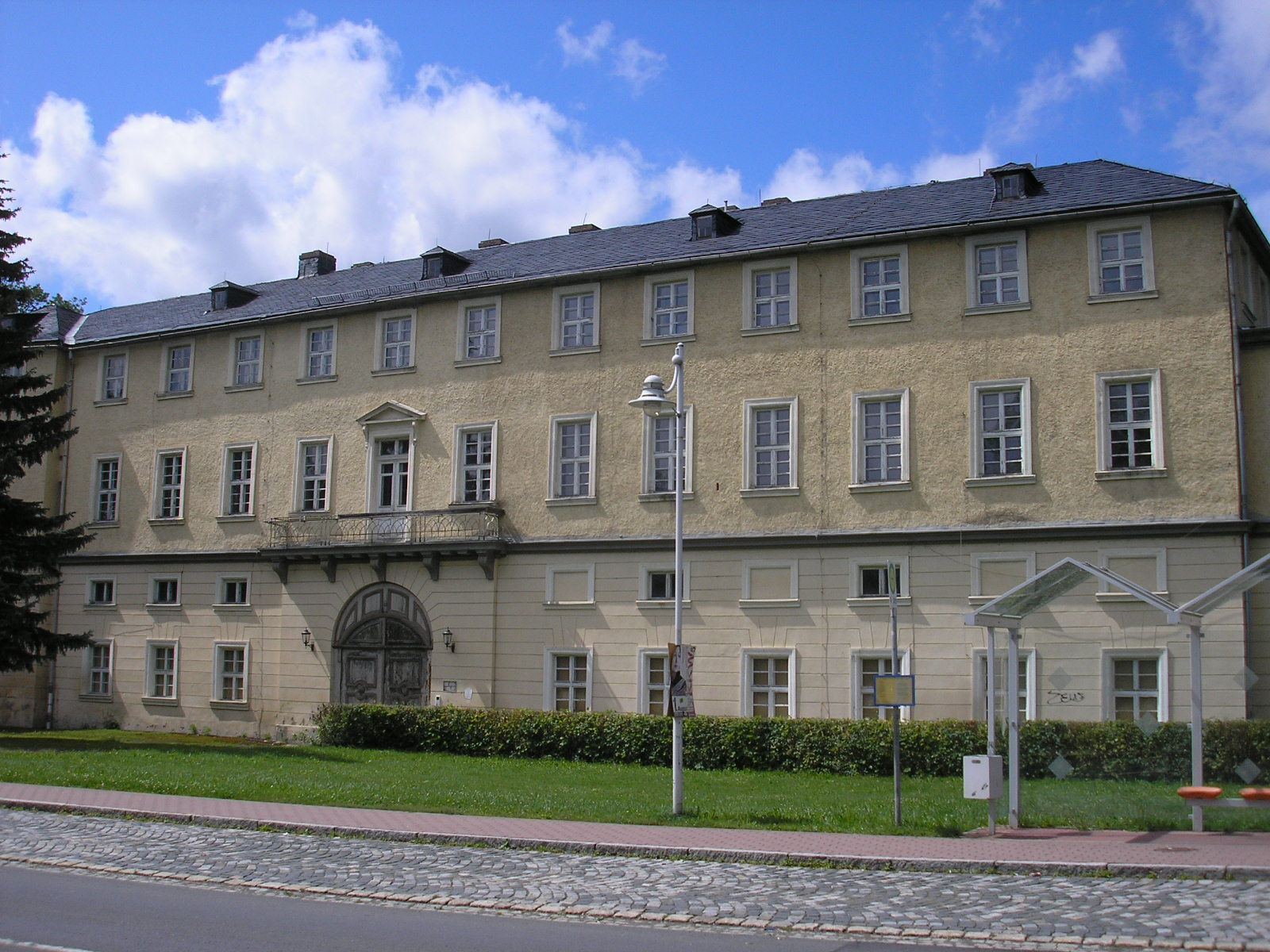
Schloss Ebersdorf

Heinrich XXVI. war das dritte Kind von Heinrich XXIX. und dessen Ehefrau Gräfin Sophie Theodora zu Castell-Remlingen (1703–1777). Er studierte von 1743 bis 1746 in Jena. 1747 trat er als Regierungs- und Konsistorialrat in herzoglich braunschweigische Dienste. Ab 1751 wohnte er in Ebersdorf und widmete sich familiengeschichtlichen Forschungen, die er vor allem im Lobensteinischen gemeinnützigen Intelligenz-Blatt veröffentlichte.
Heinrich XXVI. war Präses der Lateinischen Gesellschaft in Jena.
Sein Nachlass befindet sich im Unitätsarchiv in Herrnhut.